# Бахрейн на літніх Олімпійських іграх 1996
Бахрейн на Літніх Олімпійських іграх 1996 року в Атланті (США) був представлений командою з 5 спортсменів (одні чоловіки) у двох видах спорту. Жодної медалі не завоював.